# Aurivillius divaricatus
Aurivillius divaricatus är en fjärilsart som beskrevs av Eugène Louis Bouvier 1927. Aurivillius divaricatus ingår i släktet Aurivillius och familjen påfågelsspinnare. Inga underarter finns listade i Catalogue of Life.